# 巴托洛梅·薩爾瓦-維達爾
巴托洛梅·薩爾瓦-維達爾（Bartolomé Salvá-Vidal，1986年11月20日—）是一位西班牙職業網球運動員。他在雙打方面較為突出，他目前為止奪得兩座ATP雙打賽事亞軍（都與拉斐爾·納達爾搭擋）。2007年巴塞隆納公開賽闖入決賽，晉級路上以直落盤數擊敗乔纳森·埃利希與安迪·拉姆、马克·诺尔斯與丹尼尔·内斯特等多對組合，不過在決賽被安德烈·帕維爾與亞歷山大·瓦斯克以3–6、61–7直落二盤擊敗。

## ATP巡迴賽

### 雙打亞軍（2）
| 次數 | 日期          | 巡迴賽         | 場地 | 搭擋          | 決賽對手                      | 比分       |
| 1.   | 2007年1月8日  | 印度清奈       | 硬地 | 拉斐爾·納達爾 | 克薩維埃·馬利斯 迪克·諾曼     | 64–7、64–7 |
| 2.   | 2007年4月30日 | 西班牙巴塞隆納 | 紅土 | 拉斐爾·納達爾 | 安德烈·帕維爾 亞歷山大·瓦斯克 | 3–6、61–7  |

## 外部連結
- 巴托洛梅·薩爾瓦-維達爾（英文/西班牙文）的官方資料
- 巴托洛梅·薩爾瓦-維達爾的國際網球總會 職業／青少年 官方資料（英文）
- 巴托洛梅·薩爾瓦-維達爾的官方資料（英文）